# Операция Фал
Операция Фал (на английски: Operation Halyard) или още и Операция Въздушен мост, е най-голямата спасителна акция на съюзниците в тила на Оста през Втората световна война.
Проведена е на територията на бивша Югославия, и в частност в Сърбия. Има за цел спасяване на съюзническите пилоти, чиито самолети са свалени от зенитната артилерия или военновъздушните сили на противника. Акцията е проведена успешно благодарение на логистичната подкрепа и сътрудничество на западните съюзници с четниците на Драголюб Михайлович. Четниците спасяват живота на около 700 съюзнически пилоти, които са евакуирани през 1944 г. от три импровизирани летища на територия под контрола на четниците.
Операцията се оценява като една от най-успешните спасителни мисии зад вражеските линии в историята на войните.